# La drôlesse
La drôlesse (La golfilla, en España) es una película francesa dirigida por Jacques Doillon y estrenada en 1979. Se trata de uno de los títulos más conocidos y mejor considerados de su director, y en el año de su estreno ganó el Premio del cine joven en el Festival de Cannes.
La película ha sido comparada con la de William Wyler El coleccionista, que también trata acerca de un hombre introvertido que secuestra a una mujer, si bien La drôlesse está basada en hechos reales. El crítico de The New York Times Vincent Canby definió la película como una «dulce y excéntrica historia de amor».

## Sinopsis
François es un joven de 20 años, sin trabajo y dedicado a la chatarra y malaventa de setas y otros productos, vive con su madre y su padrastro. Debido a que su habitación se encuentra en la buhardilla de su casa, y a que no tiene una buena relación con sus progenitores, François pasa la mayor parte del día solo, lo que acentúa su carácter profundamente retraído.
Un día François se cruza por la carretera con Madeleine, una hermosa y desconocida chiquilla que le sonríe. Al poco es a la madre de ésta a quien se encuentra, y tras una breve conversación se entera de que la niña, de 11 años, tiene unos granos en el cuello que nadie consigue eliminar. Cuando François vuelve a cruzarse con Madeleine, un rato después, decide raptarla. Para ello la atrae con el pretexto de que ha hablado con su madre acerca de su problema cutáneo, y se la lleva atada hasta su casa. La niña no opone demasiada resistencia, y al llegar ambos se introducen en la buhardilla sin ser vistos. Una vez allí, François la convence para que se quede, y él y la chica comienzan una convivencia clandestina en la buhardilla de la casa, sin que sus padres tengan conocimiento de nada. Con el tiempo, y mientras intenta solucionar el problema de los granos, François le habla a la pequeña de sus problemas familiares, y ésta le cuenta también a él que no se siente querida en su casa. Ambos intiman progresivamente, hasta el punto de tratarse mutuamente como si fuesen un matrimonio y de dormir juntos, aunque François no llega a violarla en ningún momento.
Con el paso de los días, Madeleine afirma aburrirse y sentirse sola la mayor parte del día, por lo que le propone a François que éste la deje embarazada. Él se niega, argumentando que con 11 años una mujer no puede tener hijos, y al poco, Madeleine se escapa. François va en su busca y la encuentra, tras lo cual ella, aunque todavía disgustada por lo del bebé, decide volver con él. Al poco tiempo, François tiene un problema con el seguro de su motocicleta, y se le informa de que va a tener que pasar veinte días en la cárcel. Ante la imposibilidad de dejar a Madeleine todo ese tiempo sola, ambos deciden que lo mejor es que ella vuelva a su casa, y se despiden. La película acaba con una escena en la que se les muestra a los dos reconstruyendo el momento del secuestro para la policía.

## Premios

### Festival de cine de Cannes
| Año  | Categoría             | Resultado |
| ---- | --------------------- | --------- |
| 1979 | Premio del cine joven | Ganadora  |

### Premios César
| Año  | Categoría                                  | Persona         | Resultado |
| ---- | ------------------------------------------ | --------------- | --------- |
| 1980 | César al mejor director                    | Jacques Doillon | Nominado  |
| 1980 | César al mejor guion original o adaptación | Jacques Doillon | Nominado  |